# Уитроу, Бенджамин
Бе́нджамин Джон Уи́троу (англ. Benjamin John Whitrow, 17 февраля 1937, Оксфорд — 28 сентября 2017, Лондон) — британский актёр. Наиболее известен по роли мистера Беннета в телесериале BBC «Гордость и предубеждение» 1995 года, за которую был номинирован на премию BAFTA.

## Биография
Бенджамин Уитроу родился в Оксфорде в семье Филипа и Мэри Александры Уитроу. Он получил образование в Королевской академии драматического искусства. В 1956—1958 годах он служил в полку драгун Британской армии. В 1981 году он присоединился к Королевской шекспировской компании.
С 1972 года и до своей смерти Уитроу был женат на Кэтрин Кук. У супругов было двое детей: дочь Ханна Мэри Уитроу (род. 1973) и сын Томас Джордж Уитроу (род. 1976). У него также был внебрачный сын Ангус Имри (род. 1994) от актрисы Селии Имри.
Бенджамин Уитроу умер 28 сентября 2017 года в возрасте восьмидесяти лет.

## Избранная фильмография

### Кино
- 1979: Квадрофения
- 1988: Ястребы
- 1992: Чаплин
- 1992: Ущерб
- 1995: Королевская милость
- 2000: Побег из курятника
- 2006: Сцены сексуального характера
- 2017: Тёмные времена

### Телевидение
- 1982: Непридуманные истории
- 1995: Гордость и предубеждение
- 1973: Венецианский купец[6]
- 2001: Убийства в Мидсомере
- 2003: Генрих VIII
- 2009: Убийства в Мидсомере

Озвучивание
- Пожарный Сэм
- Маззи